# میگ ۱٫۴۴

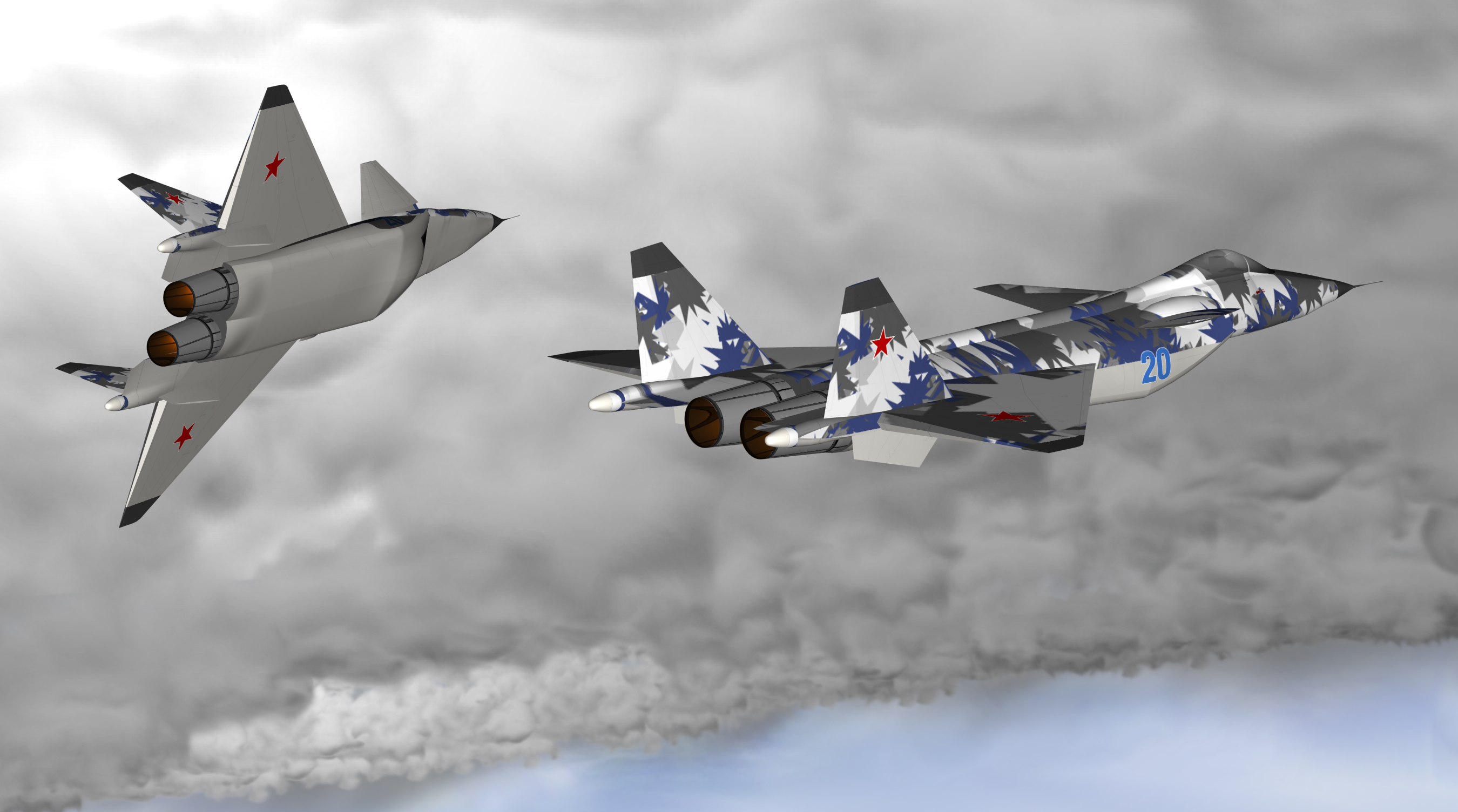

پروژه میکویان ۱٫۴۲/۱٫۴۴ مشهور به میگ ۱٫۴۴ (به روسی: МиГ 1.44) یک هواپیمای ساخت شرکت میگ است که به عنوان هواپیمای نمایش فناوری برای پروژه جنگنده نسل پنجم نیروی هوایی روسیه و در رقابت با سوخو-۴۷ ساخته شد. از فناوری‌های بکار رفته در میگ ۱٫۴۴ در سوخو ۵۷ استفاده شده‌است.